# Saint-Benoît-sur-Seine
Saint-Benoît-sur-Seine – miejscowość i gmina we Francji, w regionie Grand Est, w departamencie Aube.
Według danych na rok 1990 gminę zamieszkiwało 328 osób, a gęstość zaludnienia wynosiła 28 osób/km².